# Liu Fang
Liu Fang (ur. 10 maja 1974 w Kunmingu, w Chinach) – chińska artystka grająca na instrumentach klasycznych pipa i guzheng, obecnie mieszkająca w Montrealu, w Kanadzie.
Wykonuje przede wszystkim chińską muzykę klasyczną oraz tradycyjną chińską muzykę ludową; a także współczesne kompozycje autorów z całego świata. W 2001 otrzymała nagrodę rządu kanadyjskiego Future Generations Millennium Prize. W branży uważana jest za wirtuoza oraz artystkę, obdarzoną wielką empatią.

## Dyskografia[2]
- Along the Way – Duo pipa & violin : Philmultic, 2010
- Changes – Duo pipa & Guitar : Philmultic, 2008
- The soul of pipa, vol. 3 : Pipa Music from Chinese folk traditions, Philmultic, 2006
- Le son de soie : Accords-Croisés/Harmonia Mundi, Paris, 2006
- Emerging Lotus : Chinese traditional guzheng music, Philmultic, 2005
- Mei Hua – Fleur de prunier : ATMA Classique, Canada, 2004
- The soul of pipa, vol. 2 : Chinese classical Pipa Music: from the ancient to the recent, Philmultic, 2003
- The soul of pipa, vol. 1 : Chinese Pipa Music from the classical tradition, Philmultic, Canada, 2001
- Arabic and Chinese music : Liu Fang et Farhan Sabbagh, Philmultic, 2000
- Musique chinoise : Solo, duo, et avec orchestre de chambre, Philmultic, 1999
- Chinese Traditional Pipa Music : Oliver Sudden Productions Inc, Canada/USA, 1997